# Olof Sjöberg
Olof Hjalmar Axel Sjöberg (ursprungligen Isacsson), född 8 maj 1891 i Västerås församling i Västmanlands län, död 22 februari 1964 i Vaksala församling i Uppsala län, var en svensk militär.

## Biografi
Sjöberg avlade officersexamen vid Krigsskolan 1912 och utnämndes samma år till underlöjtnant vid Västmanlands regemente, där han befordrades till löjtnant 1917 och kapten 1927. Åren 1928–1932 tjänstgjorde han vid Upplands regemente och var 1932–1934 stabschef i Gotlands militärområde. År 1934 befordrades han till major och var stabschef i Västra arméfördelningen 1934–1937. Han befordrades 1937 till överstelöjtnant och tjänstgjorde 1937–1941 vid Livregementets grenadjärer. År 1941 befordrades han till överste och var chef för Västerbottens regemente 1941–1947 samt chef för Norra skånska infanteriregementet 1947–1951, befordrad till överste av första graden 1950.
Olof Sjöberg var son till grosshandlare Hjalmar Isacsson och Elise Sjöberg. Olof Sjöberg gifte sig med Margit Rooth 1922 och de hade sonen Bengt Sjöberg.